# Stadion Mit Okba
Stadion Mit Okba – wielofunkcyjny stadion sportowy w Gizie, w Egipcie. Swoje spotkania rozgrywa na nim drużyna Tersana SC. Pojemność stadionu wynosi 15 000 widzów. Obiekt leży tuż obok stadionu Al Zamalek.